# Брюль (Баден)
Брюль (нем. Brühl, пфальц. Brihl) — коммуна в Германии, в земле Баден-Вюртемберг.
Подчиняется административному округу Карлсруэ. Входит в состав района Рейн-Неккар. Население составляет 14 159 человек (на 31 декабря 2010 года). Занимает площадь 10,19 км².
Коммуна подразделяется на 2 сельских округа.
В спортивных кругах Брюль получил известность как родина выдающейся немецкой теннисистки Штеффи Граф.

### Панорама
- Schutzengelkirche Архивная копия от 11 июля 2010 на Wayback Machine
- Krieger-Kapelle Архивная копия от 10 июля 2010 на Wayback Machine
- Anglersee, Naturschutzgebiet Brühl-Rohrdorf Архивная копия от 10 июля 2010 на Wayback Machine